# Les Appartements Cartier
Les Appartements Cartier  est un gratte-ciel résidentiel situé au centre-ville de Montréal. Il mesure 98 mètres de haut et compte 32 étages. Le bâtiment fut complété en 1964 et il est de style d'architecture international. Son adresse est le 1115 rue Sherbrooke Ouest, à l'angle avec la rue Peel. L'édifice fut conçu par la firme d'architectes Mankes et Webb. 